# Buchenberg (gemeente)
Buchenberg is een gemeente in de Duitse deelstaat Beieren, gelegen in het Landkreis Oberallgäu. De gemeente telt 4.165 inwoners.
In het dorp staat een kerk uit 1461.